# Hermann Volz
Hermann Volz (n. 31 martie 1847 la Karlsruhe; d. 11 noiembrie 1941 la Karlsruhe) a fost un sculptor german.

## Viața
Hermann Volz, fiul unui medic din Karlsruhe, a început studiile de arhitectură la Politehnica din Karlsruhe, dar acestea au fost întrerupte de războiul din 1870/71. După război, a urmat o pregătire ca sculptor în atelierul Steinhäuser. În 1872, a făcut o călătorie de studiu în Italia și și-a continuat formarea în 1873 la J. Canon în Stuttgart. Între 1875 și 1913, a locuit de mai multe ori în Italia, în anii 1877, 1878, 1883, 1902, 1904/05 și 1913. În 1877, memorialul de război de la Ettlinger Tor din Karlsruhe i-a adus primul mare succes și o importantă realizare. Ulterior, în 1879, a primit o funcție la Școala de Arte Decorative din Karlsruhe. A fost profesor la Academia de Arte Frumoase din Karlsruhe din 1880 până în 1919. Unul dintre fiii săi a fost scriitorul Robert Volz.
Volz a fost prezent la Marea Expoziție de Artă Germană din München în 1937 și 1938 cu patru lucrări de artizanat. În acest context, Hitler a cumpărat în 1937 „Orestes, fugind de Furii” (aflată astăzi în colecția Muzeului Istoric German) și în 1938 „Tinerețe”.